# جیمز هامفریز
جیمز ادوارد هامفریز (به انگلیسی: James Edward Humphreys) (زاده ۱۹۳۹ در پنسیلوانیا)ریاضیدان اهل آمریکا است. هامفریز بیشتر به دلیل کارهایش در نظریه جبرهای لی، گروههای لی و گروه های جبری نامبردار است. او که شاگرد جرج سلیگمن در دانشگاه ییل بود، پس از دانش آموختگی از دوره دکترا به دانشگاه اورگون و سپس دانشگاه راتگرز رفت و همچنین مدتی در موسسه ریاضی کورانت به کار پرداخت.